# Джапар-Берди
Джєпа́р-Бєрди́ (крим. Ceppar Berdi, також Киргиз) — невелика маловодна річка в Україні, у Керченському районі Автономної Республіки Крим.

## Опис
Довжина річки 9,2 км, площа басейну водозбору 145  км².

## Розташування
Утворюється злиттям балок Баш-Киргиз (село Ярке) справа і Джав-Тобе (село Вулканівка) — зліва, на висоті 23 метрів, тече майже строго на південь, впадаючи в вершину озера Качик, утворюючи великий солончак. У балці в 1954 році споруджений ставок об'ємом близько 50 тисяч м³ і площею 4 гектари для комплексного використання.

## Цікавий факт
- У книзі Петер-Симон Паллас "Наблюдения, сделанные во время путешествия по южным наместничествам русского государства в 1793—1794 годах " про цю річку зазначено: |                                                                                                                                                                                                                                                                                                                                                                                                                                                                                                                                                                                                                                                                                                                                                                                                                                                                                  | \| У цій місцевості, за п'ять з половиною верст на південь від поштової дороги, знаходиться чудовий пагорб Дшо-Тюбе, або Дшаль-Тюбе, неподалік села того ж імені. Він лежить по дорозі, що веде від села Кошай /між Шабаном і Айбеле/ повз озеро до Кулассін по досить хвилястій місцевості за десять верст на північ від Чорного моря і вісім від села Дюрмень, на початку яру, що йде до струмка Киргиз і до соляного озера Качик (рос. В этой местности, в пяти с половиной верстах к югу от почтовой дороги, находится замечательный холм Дшо-Тюбе, или Дшаль-Тюбе, неподалеку от деревни того же имени. Он лежит по дороге, ведущей от деревни Кошай /между Шабаном и Айбеле/ мимо озера к Кулассину по довольно волнистой местности в десяти верстах к северу от Черного моря и восьми от деревни Дюрмень, в начале оврага, идущего к ручью Киргиз и к соляному озеру Качик).[3] \| |
| У цій місцевості, за п'ять з половиною верст на південь від поштової дороги, знаходиться чудовий пагорб Дшо-Тюбе, або Дшаль-Тюбе, неподалік села того ж імені. Він лежить по дорозі, що веде від села Кошай /між Шабаном і Айбеле/ повз озеро до Кулассін по досить хвилястій місцевості за десять верст на північ від Чорного моря і вісім від села Дюрмень, на початку яру, що йде до струмка Киргиз і до соляного озера Качик (рос. В этой местности, в пяти с половиной верстах к югу от почтовой дороги, находится замечательный холм Дшо-Тюбе, или Дшаль-Тюбе, неподалеку от деревни того же имени. Он лежит по дороге, ведущей от деревни Кошай /между Шабаном и Айбеле/ мимо озера к Кулассину по довольно волнистой местности в десяти верстах к северу от Черного моря и восьми от деревни Дюрмень, в начале оврага, идущего к ручью Киргиз и к соляному озеру Качик). | |